# Partido Benito Juárez
Benito Juárez ist ein Partido im Süden der Provinz Buenos Aires in Argentinien. Der Verwaltungssitz ist die gleichnamige Stadt Benito Juárez. Laut einer Schätzung von 2019 hat der Partido 20.523 Einwohner auf 5.285 km².  Etwa 14.000 der Einwohner leben in der Hauptstadt, 3.200 in den Städten Barker und Villa Cacique, der Rest in kleineren Dörfern und ländlichen Gebieten. Die wichtigsten wirtschaftlichen Aktivitäten sind Landwirtschaft und Viehzucht. Der Partido und seine Hauptstadt sind nach dem ehemaligen mexikanischen Präsidenten Benito Juárez benannt. Der Name wurde als Geste der Freundschaft zwischen Argentinien und Mexiko gewählt.

## Städte und Ortschaften
Benito Juárez ist in fünf Ortschaften und Städte, sogenannte Localidades, unterteilt.
- Benito Juárez
- Villa Cacique
- Barker
- López
- Tedín Uriburu